# ティーヌー・アーナンド
ティーヌー・アーナンド（Tinnu Anand、1945年10月12日 - ）は、インドのボリウッドで活動する俳優、映画監督。

## キャリア
父インダル・ラージ・アーナンドはティーヌーが映画業界に進むことを望まず、父の勧めでメイヨー大学に進学した。しかし、映画業界に進むことを諦め切れなかったティーヌーは父に映画監督の道に進むことを伝え、父は親交のあった3人（ラージ・カプール、フェデリコ・フェリーニ、サタジット・レイ）の中から技術を学ぶ師を選ぶように提案した。ティーヌーは「父と親密過ぎる」という理由でラージ・カプールを断り、「映像技術以前にイタリア語を学ばなければならない」という理由でフェデリコ・フェリーニを断念したため、サタジット・レイの下で技術を学ぶことを選択した。彼は5年間サタジット・レイのアシスタントとして働き、『Goopy Gyne Bagha Byne』『森の中の昼と夜』『対抗者』『株式会社ザ・カンパニー』『遠い雷鳴』の製作に参加した。
代表的な監督作品には、アミターブ・バッチャンが主演した『Kaalia』『Shahenshah』『Main Azaad Hoon』『Major Saab』がある。アミターブとは1968年に出会って以来の友人であり、彼をサタジット・レイに紹介したのもティーヌーだった。

## フィルモグラフィー

### 監督
- Duniya Meri Jeb Mein（1979年）
- Kaalia（1981年）
- Yeh Ishq Nahin Aasaan（1984年）
- Shahenshah（1988年）
- Main Azaad Hoon（1989年）
- Jeena Teri Gali Mein（1991年）
- Major Saab（1998年）
- Ek Hindustani（2003年）

### 俳優
- プシュパカ・ヴィマナ（1987年）
- ナヤカン/顔役（英語版）（1987年）
- Dayavan（1988年）
- Agneepath（1990年）
- Aditya 369（1991年）
- Khiladi（1992年）
- Chamatkar（1992年）
- Damini（1993年）
- Krishan Avtaar（1993年）
- Chandra Mukhi（1993年）
- Anjaam（1994年）
- Krantiveer（1994年）
- Kaalapani（1994年）
- ボンベイ（1995年）
- Ghatotkachudu（1995年）
- Ram Jaane（1995年）
- Trimurti（1995年）
- Halo（1996年）
- Papi Gudia（1996年）
- Krishna（1996年）
- Diljale（1996年）
- Ghatak: Lethal（1996年）
- Masoom（1996年）
- Miss 420（1998年）
- Kabhi Na Kabhi（1998年）
- China Gate（1998年）
- Saat Rang Ke Sapne（1998年）
- Hadh Kar Di Aapne（2000年）
- Gang（2000年）
- Lajja（2001年）
- Annarth（2002年）
- Shararat（2002年）
- Saathiya（2002年）
- Tumse Milke Wrong Number（2003年）
- Kahiin to Hoga（2003年-2007年）
- Paisa Vasool（2004年）
- Anji（2004年）
- Bluffmaster!（2005年）
- Salaam-e-Ishq（2007年）
- Laaga Chunari Mein Daag（2007年）
- Ugly Aur Pagli（2008年）
- Ghajini（2008年）
- Victory（2009年）
- De Dana Dan（2009年）
- Gorosthaney Sabdhan（2010年）
- Khatta Meetha（2010年）
- ダバング 大胆不敵（2010年）
- Gosainbaganer Bhoot（2011年）
- Monica（2011年）
- Tere Naal Love Ho Gaya（2012年）
- ダバング2（英語版）（2012年）
- Rabba Main Kya Karoon（2013年）
- Club 60（2013年）
- うそつきは警官の始まり（2013年）
- Hasee Toh Phasee（2014年）
- Aisa Yeh Jahaan（2015年）
- Puli（2015年）
- サーホー（2019年）
- SALAAR/サラール（2023年）